# Nyarusasa (vattendrag i Burundi, lat -2,86, long 29,64)
Nyarusasa är ett vattendrag i Burundi. Det ligger i den nordvästra delen av landet, 70 km nordost om huvudstaden Bujumbura.
Omgivningarna runt Nyarusasa är en mosaik av jordbruksmark och naturlig växtlighet. Runt Nyarusasa är det tätbefolkat, med 735 invånare per kvadratkilometer.